# Mouhoun (tỉnh)
Mouhoun là một trong 45 tỉnh của Burkina Faso trong vùng Boucle du Mouhoun. Tỉnh lỵ là Dédougou.
Phần lớn dân tỉnh này sinh sống ở nông thôn, với 260.295 người sống ở nông thôn và chỉ 37.793 người là thị dân. Trong tổng dân số của tỉnh có 148.732 nam giới và 149.356 nữ giới.
Mouhoun được chia thành 7 tổng:
| Tổng            | Thủ phủ  | Dân số (Điều tra dân số năm 2006) |
| --------------- | -------- | --------------------------------- |
| Bondokuy (tổng) | Bondokuy | 51.174                            |
| Dédougou (tổng) | Dédougou | 86.324                            |
| Douroula (tổng) | Douroula | 12.806                            |
| Kona (tổng)     | Kona     | 19.585                            |
| Ouarkoye (tổng) | Ouarkoye | 38.938                            |
| Safané (tổng)   | Safané   | 49.383                            |
| Tchériba (tổng) | Tchériba | 39.778                            |